# Rite Record Productions
Rite Record Productions, Inc. war ein US-amerikanisches Tonträgerunternehmen aus Cincinnati, Ohio. Das Unternehmen besaß ein Studio, ein Presswerk, verschiedene Plattenlabels und führte von 1955 bis 1985 ein Custom-Label-Programm.

## Geschichte
Rite Record Productions wurde 1950 von dem Unternehmer Carl Burckhardt als Gateway Records, Inc. gegründet und später in Rite Record Production, Inc. umbenannt. Der Sitz des Unternehmens lag an der 9745 Lockland Road, Cincinnati. Es konzentrierte sich zunächst weniger auf die Veröffentlichung von Musik als auf deren Herstellung.
Ungefähr 1950 gründete Burckhardt das Label Kentucky Records, das als Tochterunternehmen von Rite angeschlossen wurde. Es folgten weitere Plattenlabels wie Gateway Records und Big 4 Hits Records, die alle als Budget-Labels genutzt wurden. Burckhardt hatte das Ziel, aktuelle Hits von seinen eigenen, nur regional bekannten Musikern zu covern und für weniger Geld auf dem Markt anzubieten, um die finanzschwächeren Kunden anzusprechen. Die Platten, die unter diesen verschiedenen Labelnamen erschienen, wurden von Rite im Rite Studio aufgenommen, bearbeitet und vom eigenen Presswerk hergestellt. Selbst erreichte Rite damit aber nie Hits.

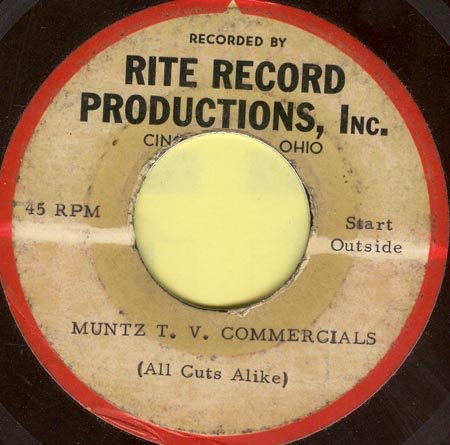
Demo-Acetat von Rite, ca. 1950er-Jahre

1955 führte Rite ein Programm zur Herstellung von Custom-Labels ein. Burckhardt war sich bewusst, das King Records diesen aufstrebenden Markt in Cincinnati zu dieser Zeit beherrschte, sodass er ebenfalls in dieses Geschäft einstieg. Das Programm beinhaltete, dass jeder – ob Musiker oder Plattenfirmen – bei Rite die Herstellung von Platten in Auftrag geben konnte. Diese Platten wurden dann mit einer gesonderten Matrixnummer versehen und in verschiedener Stückzahl geliefert. Der sogenannte erste „Custom-Pressing“ war Let ‘Em Roll / Happy Horns von Tommy Wills & his Club Miami Band auf dem Label Club Miami Records (Club Miami #501).
1957/1958 verkaufte Rite seine Budget-Labels an ein Unternehmen in Philadelphia, Pennsylvania, die die Labels kurzweilig weiterführten. In der Folgezeit erschienen Aufnahmen, die eigentlich nur auf den verschiedenen Rite-Labeln zu finden waren, nun auch auf anderen Budget-Labeln. 1959 wurde gegen Rite aufgrund des Geschäftsprinzips des Budget-Labels geklagt und das Unternehmen erhielt eine Strafe wegen Bootleggings.
Ab 1958 entwickelte sich der Custom-Service zu einem Erfolg, da – beeinflusst durch den Siegeszug Elvis Presleys – jeder Jugendliche Platten aufnehmen wollte und der Markt sich ausdehnte. Bis 1985 wurde dieses Programm weiter geführt, danach stellte Rite die gesamte Produktion ein. Bis 1985 wurden insgesamt 21.423 Platten im Custom-Programm produziert.

## Rite-Labels
- Alcar Records
- Arc Records
- Big 4 Hits Records
- Gateway Records
- Kentucky Records